# إيفون نيفيجين
إيفون فيريك نيفيجين (بالفرنسية: Yvonne Nèvejean) (من مواليد عام 1900 - والمُتوفاة في عام 1987) هي إحدى قادة منظمة ساعدت على إخفاء الأطفال اليهود في بلجيكا المحتلة من قِبَل النازية خلال الحرب العالمية الثانية. لعبت إيفون دورًا فعالًا في إخفاء حوالي 4000 طفل، مع العديد من الأسر والمؤسسات الكاثوليكية. تم تكريمها بعد الحرب داخل وخارج بلجيكا. وفي عام 1965، تم تعيينها كصاحبة حق من بين الأمم بقلـم ياد فاشيم، هيئة ذكرى الهولوكوست في القدس، وفي عام 1996 صدر ختم في بلجيكا يحمل صورتها.

## حياتها المُبكرة
وُلدت إيفون في 15 نوفمبر 1900، في غوتنبرج، درست إيفون في جامعة غنت ثم في الولايات المتحدة الأمريكية حيث حصلت على درجة الماجستير في العلوم الاجتماعية والسياسية في جامعة ولاية نيويورك. بعد عودتها إلى بلجيكا في عام 1928، بدأت إيفون العمل في الوكالة الوطنية للطفولة (Oeuvre Nationale de l'Enfance؛ ONE)، وهي منظمة تدير شبكة من دور الأطفال في جميع أنحاء بلجيكا. ثم ارتقت لترأس هذه المنظمة.

## كفاحها
بدأ النازيون بترحيل اليهود البلجيكيين في صيف عام 1942. وفي ذلك الوقت، اتصلت لجنة التوفيق اليهودية في بلجيكا بنيفيجين (Néveence de Défence des Juifs en Belgique)، وهي المنظمة اليهودية الرئيسية في بلجيكا (تأسست عام 1942 على يد الأب: هيرتز جوسبا). لإنقاذ الأطفال اليهود المنفصلين عن والديهم. وبالعمل بمفردها، وافقت نيفيجينن على وضع الأطفال في مكان واحد مع أسرهم في المؤسسات من أجل حمايتهم.أنقذت نيفيجان في النهاية حياة حوالي 4000 طفل يهودي.
مولت الحركة السرية لليهود عملية الإنقاذ الواسعة التي قامت بها نيفيجان، ولكن عندما قلّت أموالهم، حصلت نفيجين عل التمويل من البنوك ومن الحكومة البلجيكية في لندن في المنفى ولجنة التوزيع المشتركة اليهودية الأمريكية المشتركة. حاول الغيستابو وقف عمليات نيفيجين، واعتقل بعض رجال الإنقاذ، لكنهم فشلوا عمومًا بسبب الموقف الشجاع الذي قدمته نفيجيان وغيرها من البلجيكيين، مثل الملكة الأم إليزابيث وليون بلاتو من وزارة العدل البلجيكية. تم تعيينها كصاحبة حق من بين الأمم بقلـم ياد فاشيم.
كان الكاهن البلجيكي، الأب جوزيف أندريه من نامور عضوًا بارزًا أيضًا في هذه الحركة.

## روابط خارجية
- Yvonne Nèvejean – her activity to save Jews' lives during the الهولوكوست, at ياد فاشيم website